# Idi Amin

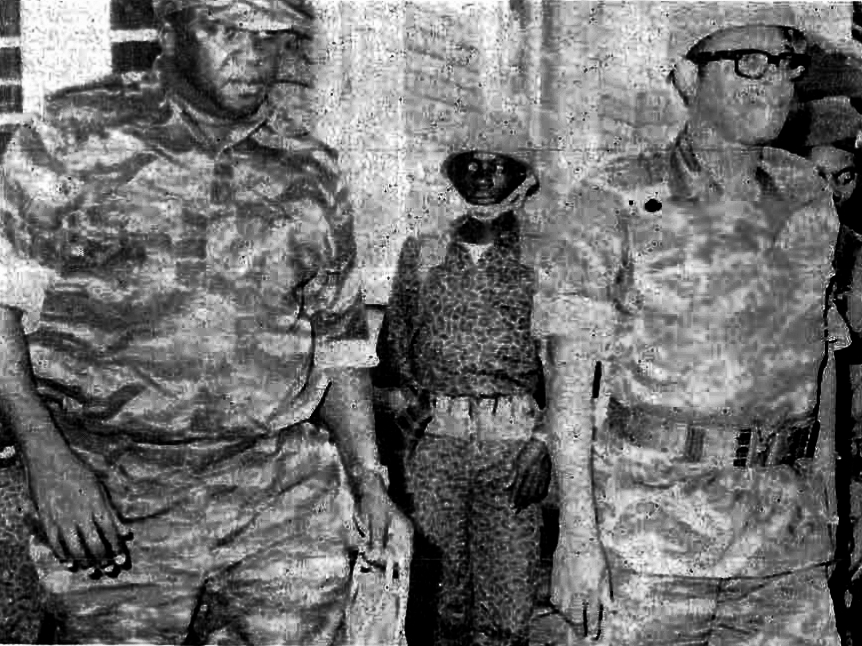
Idi Amin (z lewej) i Mobutu Sese Seko (1977)

Idi Amin Dada Oumee, właśc. Idi Awo-Ongo Angoo (ur. 17 maja 1925 w Koboko, zm. 16 sierpnia 2003 w Dżuddzie, Arabia Saudyjska) – ugandyjski polityk i feldmarszałek. Prezydent Ugandy, a faktycznie dyktator w latach 1971–1979. 
Nazywany „Rzeźnikiem z Ugandy” i uważany za jednego z najbardziej brutalnych dyktatorów w historii świata.

## Życiorys
Członek małego plemienia Kakwa, z północno-zachodniej Ugandy. Z wyznania muzułmanin. Był synem miejscowej czarownicy. Ukończył cztery klasy anglojęzycznej szkoły podstawowej. Według autora jego biografii – Ericha Wiedemanna – dobrze umiał jedynie hodować kozy, a język suahili kaleczył. Dzięki swoim potężnym rozmiarom – 193 centymetrów wzrostu i ponad 100 kilogramów wagi – zwrócił na siebie uwagę oficerów rekrutujących żołnierzy do brytyjskiej armii kolonialnej spośród ludności tubylczej. W 1946 roku odkomenderowano go do 4. batalionu ugandyjskiego King's African Rifle, gdzie początkowo służył jako asystent kucharza. Z czasem uczył się posługiwania karabinem. Zyskał przydomek „czarny bombardier” dzięki swoim ponadprzeciętnym zdolnościom jako rugbysta. Dzięki sile, brutalności i lojalności wyrobił sobie opinię „fantastycznego chłopaka” (według jego akt wojskowych), któremu jednak „brakowało szarych komórek”. Już jako żołnierz budził kontrowersje. Cieszący się opinią kobieciarza Amin zapraszał swoje kochanki na seks w łóżku w koszarach.
W stopniu sierżanta brał udział w tłumieniu antykolonialnego powstania Mau Mau w Kenii . Stosował metody skutecznego torturowania schwytanych powstańców. Odpowiedzialny za nocną pacyfikację wioski Turkana. Mieszkańcy wsi zostali wybici przez żołnierzy Amina po wcześniejszych brutalnych torturach. Na odkopanych później zwłokach odkryto monstrualne obrażenia i brak genitaliów wśród męskich ciał. Brutalne, ale również skuteczne metody Amina aprobowało dowództwo brytyjskie, które awansowało go do stopnia chorążego. Był to pierwszy tak wysoki awans niebiałego żołnierza. Następnie brał udział w zwalczaniu powstania separatystów somalijskich na północy Kenii. Szef policji w Kenii usiłował zrealizować śledztwo w sprawie odpowiedzialności Amina za ludobójstwo, lecz rozkazy zwierzchnictwa zmusiły go do poniechania tych zamiarów: brytyjscy gubernatorzy Kenii oraz Ugandy, a także premier autonomicznego rządu kolonialnego Ugandy – Milton Obote – postanowili zatuszować sprawę w celu uniknięcia jakichkolwiek ekscesów, zaś Amin otrzymał jedynie surową naganę: nigdy nie postawiono go przed sądem wojskowym. Pod wpływem tego wydarzenia Erich Wiedemann oskarżał Brytyjczyków o to, że dostarczyli urodzajnej gleby ziarnu brutalności kiełkującemu w sercu Amina. Podobne poglądy reprezentował Ryszard Kapuściński , który uważał, że wysoką pozycję w armii Ugandy zawdzięczał pragnieniom brytyjskich oficerów do zachowania wpływów w armii postkolonialnej .
W tym czasie odnosił również sukcesy sportowe, z których największym było zdobycie tytułu mistrza Ugandy w boksie w wadze półciężkiej. Gdy w 1962 r. Uganda uzyskała niepodległość. Amin awansował na kapitana. W 1963 został majorem, po czym wysłano go do Anglii na doszkolenie. W 1964 żołnierze brytyjscy wyjechali z Ugandy, a Amin został pułkownikiem i głównodowodzącym armii. Jako pułkownik nielegalnie wspierał buntowników walczących z rządem Mobutu Sese Seko w Kongo-Kinszasie (obecnie Demokratyczna Republika Kongo). Celem zdobycia finansów dla rebeliantów organizował przemyt złota i kości słoniowej. Czerpał z tego zyski, przez co rzucił na swoją armię podejrzenie o przemycanie złota ze wschodu Konga.
W kwietniu 1966 wciąż będący premierem Milton Obote zlecił Aminowi obalenie ówczesnego monarchistycznego prezydenta – Edwarda Mutesy. 23 maja tego roku Amin zaatakował pałac w Mengo i zmusił Mutesę do ustąpienia, po czym dokonał rzezi na popierających Mutesę Bugandyjczykach, nazywając ten akt brutalności dokładną robotą. W nagrodę uzyskał od Obote stanowisko szefa armii. Jednak 25 stycznia 1971 – już jako generał – dokonał zamachu stanu i obalił Miltona Obote, który w tym czasie przebywał w Singapurze na szczycie Commonwealthu. Pucz wojskowy dokonany przy pomocy izraelskich tajnych służb i wsparty przez Wielką Brytanię, wyprzedził planowane przez Obote odsunięcie Amina od stanowiska dowódczego.
Wojsko desygnowało go na prezydenta. Jedną z pierwszych decyzji nowego prezydenta było uwolnienie więźniów politycznych. Jak się szybko okazało, rządy Amina coraz bardziej dryfowały w stronę tyranii. Początkowo współpracował z Wielką Brytanią, Izraelem i RPA. Znany ze swojego nacjonalizmu Amin był zmienny w poglądach i często podejmował pochopne decyzje. W 1972 roku zdecydował o wypędzeniu z kraju wszystkich Azjatów (50 tysięcy osób) stanowiących ekonomiczną elitę kraju. Decyzja poskutkowała katastrofą ekonomiczną. W tym samym roku publicznie obraził rządy Wielkiej Brytanii i Stanów Zjednoczonych Ameryki. Zerwał również współpracę z Izraelem, będącym dotychczas jednym z głównych sojuszników Ugandy. Dotychczasowi sojusznicy Amina – Wielka Brytania, Izrael (Amin w niechęci do Izraela posunął się nawet do publicznego chwalenia holocaustu) i RPA szybko stały się według niego głównymi przeciwnikami Ugandy. Jako muzułmanin zwrócił się o pomoc do Libii.
Bezlitośnie likwidował rzeczywistych jak i domniemanych przeciwników politycznych, dokonując na nich regularnych masakr. Szacuje się, że jego rządy doprowadziły do śmierci 300–400 tysięcy Ugandyjczyków. Stale umacniał osobistą władzę, w 1975 r. przyznano mu tytuł feldmarszałka, a rok później stanowisko dożywotniego prezydenta. Wdrażany był również kult jednostki prezydenta – np. jezioro Edwarda zostało przez władze Ugandy oficjalnie przemianowane na Jezioro Idi Amin Dada.
Pomimo złej reputacji Amin został w 1975 roku wybrany na przewodniczącego Organizacji Jedności Afrykańskiej, a w 1977 roku kraje afrykańskie zablokowały rezolucję ONZ, która potępiała Amina za naruszanie praw człowieka.
Reżim Amina znalazł się w centrum światowego zainteresowania w 1976 roku, gdy udzielił wsparcia grupie terrorystów palestyńskich z Ludowego Frontu Wyzwolenia Palestyny i wspierających ich terrorystów zachodnioniemieckich, którzy porwali w Grecji samolot Air France. Na jego pokładzie znajdowali się w większości obywatele pochodzenia żydowskiego. Samolot za zgodą prezydenta został skierowany na lotnisko w Entebbe w Ugandzie. Spektakularna akcja (wojskowy kryptonim Operation Thunderbolt) odbicia zakładników przez izraelskich komandosów przeszła do historii jako operacja Entebbe.
Politykę Amina zdominował konflikt z sąsiednią Tanzanią. Zapoczątkował on się w chwili, gdy prezydent Tanzanii Julius Nyerere zaoferował azyl polityczny obalonemu prezydentowi Obote. Do byłego prezydenta dołączyło 20 tys. osób prześladowanych przez dyktatora z powodów politycznych. Rok później grupa uchodźców przy wsparciu Tanzanii próbowała bezskutecznie obalić Amina. Junta oskarżyła Nyerere o przygotowanie zamachu, a dodatkowo zaczęła wspierać wrogów politycznych urzędującego prezydenta Tanzanii, co spowodowało długotrwały spór między oboma państwami . Pod koniec lat 70. doszło do szeregu zbrojnych wystąpień antyrządowych w Ugandzie. Na początku października 1978 rebelianci antyrządowi zaatakowali Amina w willi prezydenckiej w Kampali; dyktator uciekł wraz z rodziną helikopterem . Do ataku doszło w okresie, gdy liczba bliskich współpracowników Amina znacznie się zmniejszyła, przy rosnącej liczbie dysydentów w Ugandzie. Gdy Mustafa Adrisi, wiceprezydent Ugandy został ranny w podejrzanym wypadku samochodowym, żołnierze lojalni wobec Adrisiego zbuntowali się. Odpowiedzią Amina było wysłanie żołnierzy przeciwko buntownikom, którym w części udało się przekroczyć granice Tanzanii . Rebelia przeniknęła do Tanzanii, skąd bojówki złożone z uchodźców zaczęły atakować żołnierzy dyktatora. W 1978 roku w odpowiedzi na tanzańskie wsparcie dla rebeliantów Amin zaatakował sąsiednią Tanzanię, ale 11 kwietnia 1979 r., po kontrofensywie, został obalony przez wojska tanzańskie wspierające rebeliantów i byłego prezydenta Obote.
Obalony dyktator udał się na emigrację do Libii, a następnie Arabii Saudyjskiej. Tam spędził czas na studiowaniu Koranu, czytaniu książek, pływaniu, graniu na akordeonie i oglądaniu programów telewizyjnych. Do końca życia na bieżąco śledził sytuację w ojczyźnie. Zmarł w 2003 roku.

## Odniesienia w popkulkturze
Jest centralną postacią książki Gilesa Fodena Ostatni król Szkocji (ang. The Last King of Scotland) oraz jej ekranizacji – brytyjskiego filmu z 2006 filmu pod tym samym tytułem, w reżyserii Kevina Macdonalda. Forest Whitaker otrzymał za rolę Idiego Amina Oscara dla najlepszego aktora pierwszoplanowego. W amerykańskim filmie Atak na Entebbe z 1977, w reżyserii Irvina Kershnera, w rolę Amina wcielił się Yaphet Kotto.